# Paradoxo de Olbers

Ilustração do paradoxo de Olbers em ação.

Em astrofísica, o paradoxo de Olbers (ou paradoxo da noite escura) argumenta que a escuridão do céu está em contradição com a hipótese de um universo infinito e estático. A escuridão do céu é uma das evidências da não estaticidade do universo, como no modelo do Big Bang do universo. Se o universo fosse estático e populado por uma quantidade infinita de estrelas, qualquer linha de visão partindo da terra coincidiria provavelmente com uma estrela suficientemente luminosa, de forma que o céu seria completamente brilhante. Isso contradiz a observação do céu predominantemente escuro.

## Por que o céu é escuro à noite??
O paradoxo foi descrito primeiramente pelo astrônomo alemão Heinrich Wilhelm Olbers em 1826 e anteriormente por Johannes Kepler em 1610 e Edmond Halley e Jean Philippe de Chéseaux no século XVIII. Face à simplicidade da pergunta acima, as respostas de Olbers e demais astrónomos vêm sempre acompanhadas com as mais inteligentes e elegantes explicações envolvendo múltiplas áreas das ciências exatas.
O paradoxo é a afirmação de que em um universo estático, infinito e com distribuição regular de estrelas em seu espaço, o céu noturno deveria ser brilhante. O paradoxo possui o nome indevido já que num universo estático e infinito a distribuição de estrelas, mesmo sendo em número infinito, não precisa necessariamente ser regular. Aliás, a suposição de que a função de estrelas f(x) pela quantidade de volume de espaço x dividida por esse mesmo volume x tende a uma constante K quando x vai ao infinito é uma suposição muito forte.
Embora o Paradoxo de Olbers realmente constate que, se a distribuição de estrelas no céu fosse regular num universo infinito, a quantidade de energia estelar que atingiria a Terra seria infinita, não gera empecilhos para que haja um universo estático infinito com um número infinito de estrelas distribuídas de forma irregular (vide prova matemática abaixo). A presunção de que um universo infinito tenha obrigatoriamente um número infinito de estrelas também não pode ser provada - pois pode-se imaginar um universo infinito com o conjunto de matéria finita, mas dividida em infinitos corpos distintos - e abre-se em múltiplos exemplos e contradições.
O paradoxo pode ser enunciado de diferentes maneiras, modelado de acordo com complexidade das ideias e da linguagem utilizada, por exemplo:
| “ | Paradoxo 1. Em um Universo eterno e sem fim, devem existir infinitas estrelas e assim, para onde o seu olhar apontasse, encontraria uma estrela. Isto é, não haveria local no céu sem a luminosidade de uma estrela. Então, por que o céu é predominantemente escuro à noite? | ” |

 Universo eterno e sem fim implica idade e tamanho infinitos, nem sempre consensuais entre cientistas, filósofos e religiosos . E as estrelas também seriam eternas.
Há versões mais sintéticas e outras mais elaboradas do que o Paradoxo 1 que não menciona, por exemplo, a distribuição das estrelas. No entanto, vários pensadores incluíram a hipótese de distribuições homogêneas ou aleatórias das estrelas no Universo. E algumas palavras devem ser mais elaboradas, conceitualmente. O PO faz três menções ao infinito. Enfatiza-se que infinito não é um número e sim um conceito que a nossa abstração constrói. No PO temos dois tipos de infinitos envolvidos. O infinito enumerável que dá a cardinalidade do conjunto dos números naturais e o infinito não enumerável
que caracteriza os números reais. O infinito enumerável está associado à contagem das estrelas, enquanto o não enumerável aparece nas ideias de eternidade e de tamanho infinitos do Universo.

Tirando-se a claridade diurna devida a difusão da luz solar pela atmosfera da discussão. Não fosse a atmosfera veríamos, mesmo de dia, céu predominante escuro exceto na direção e sentido explícitos do Sol ou das estrelas. Com essa explicação a pergunta do PO é ainda mais simples:
| “ | Paradoxo 2. Se o Universo é eterno, infinito e tem uma quantidade infinita de estrelas eternas, por que vemos regiões do céu majoritariamente sem luz, escuras? | ” |

Muito do que vemos ao olho nu à noite são galáxias e não estrelas isoladas. Isto não muda nem a essência do PO nem o desenvolvimento das soluções, pois nos interessa primordialmente a luminosidade que nos chega, a luminosidade aparente. Não importa tampouco entrar em detalhes que diferenciam a luz visível de outras formas de energia eletromagnética, como raios-x e infravermelho.
Para Olbers, alguma coisa absorveria a luz das estrelas muito distantes. Sabemos agora que, mais cedo ou mais tarde esta coisa iria emitir alguma luz também, pois não poderia acumular a energia luminosa indefinidamente.
Uma reformulação do PO foi apresentada de forma mais geométrica:
| “ | Paradoxo 3. No céu noturno povoado de estrelas de mesmo de brilho, por simplicidade, a contribuição de brilho médio pelas estrelas a uma distância {\displaystyle r} qualquer apareceria ser a mesma, uma vez que a quantidade de estrelas, que cresce como a área, {\displaystyle r_{2}}, iria compensar a queda no brilho aparente que diminui com o inverso da distância ao quadrado {\displaystyle {\frac {1}{r^{2}}}}. | ” |

Lord Kelvin propôs em 1901 uma solução com base nos conhecimentos de Astronomia da época: O tempo de vida das estrelas é muito curto para o céu parecer tão brilhante quanto o paradoxo de Olbers sugeriria.

## Prova matemática de que não pode haver um universo estático e infinito com número infinito de estrelas distribuídas regularmente
Imagine uma esfera com diversas cascas sendo essas divididas umas das outras por esferas de raio R, 2R, 3R e assim por diante. Coloque a Terra no centro dessa esfera, pegue o número de estrelas na primeira casca de raio R. Uma segunda casca teria (8R³-R³)/R³ a mais de estrelas, ou seja, teria 7 vezes mais estrelas do que a primeira, já que há distribuição uniforme de estrelas no espaço. Mas a radiação dessas estrelas cai pelo quadrado, sendo que ao dobro da distancia há 7 vezes mais estrelas que irradiam 4 vezes menos a Terra. Sendo que o total de radiação seria 7/4, ou seja, seria maior que da primeira casca. A cada casca, pelo mesmo motivo, a soma da radiação total seria maior do que a casca anterior, sendo infinito o número de cascas, a quantidade de radiação que chegaria na Terra seria infinita.

## Prova matemática de que pode haver um universo estático e infinito com numero infinito de estrelas
Imagine que R seja a quantidade de radiação emitida pela estrela mais próxima, seja R/2 a quantidade de radiação emitida pela segunda estrela mais próxima, R/4, a emitida pela terceira e assim por diante infinitamente. Pode-se provar matemática e geometricamente que a série de soma infinita R + R/2 + R/4 + R/8... é menor que 2R, ou seja, a quantidade de radiação que atingiria a Terra também seria limitada, mesmo sendo irradiada por um número infinito de estrelas.

## Visibilidade das estrelas no céu noturno
Em qualquer caso, em um universo com infinitas estrelas, você veria uma distribuição homogênea delas pelo espaço. Isso não implica distribuição homogênea real, e sim apenas a disposição ótica delas.
Considere uma área A do céu que você vê, você tem como partida um volume x, cuja base é A, no qual pode estar uma estrela; como você procura no infinito, esse volume pode ser tão grande quanto for necessário para achá-la, de forma que mantenha a mesma forma e proporções do volume inicial. Resumindo, o volume no qual procura uma estrela pode tender ao infinito.
Seja g(x)/x a função da densidade estelar nesses volumes, onde x é o volume espacial e g(x), o volume estelar. Sabemos que quanto maior o volume espacial, menor será a sua densidade estelar. Se o volume que você olha é x, então g(x)/x vezes x = g(x) é a quantidade de estrelas que estará nele, e precisamos de apenas uma. Uma vez que g(x) tende ao infinito com x tendendo ao infinito, já que o universo tem infinitas estrelas, para qualquer área A do espaço em que você mirar a visão, ver-se-á obrigatoriamente uma estrela. Entenda como "ver" a captação de radiação dessa estrela, mesmo que seja tão fraca a ponto de você não percebê-la.
A visibilidade "homogênea" independe do comportamento da função g(x)/x, de forma que só importa g(x), que tende ao infinito quando x vai ao infinito, já que parte da premissa de que o universo é infinito e tem um número infinito de estrelas.
Apesar da precisão das respostas, quando a duvida é transferida para um habitante de um longínquo planeta, localizado no meio de um aglomerado globular, "Por que suas noites são claras? o questionamento toma outros sentidos. 
Essa simples inversão, além de já nos trazer as mais sensatas e compreensíveis respostas, transforma o paradoxo anterior num fenômeno, associado à natureza humana, também rico em outras explicações mas de interesse de outras ciências e que não sejam tão exatas como as exatas, porem mais elucidativas, afinal num questionamento que envolve a utilização do conceito de limite e convergência o paradoxo surge ao introduzirem nos cálculos um um espaço de duas dimensões no lugar de três.